# 1-ша окрема Чехословацька піхотна бригада
1-а окрема Чехословацька піхотна бригада (чеськ. 1. československý samostatný polní prapor) — сформована 1943 в СРСР з громадян Чехословаччини (емігрантів і втікачів) для протинімецької боротьби, відповідно до радянсько-чехословацької угоди «Про спільні дії у війні проти фашистської Німеччини» від 18 липня 1941, та Військової угоди між представниками верховного командування СРСР та Чехо-Словаччини від 27 вересня 1941.

## Історія

Пам'ятник радянським воїнам і бійцям-чехословакам біля Білої Церкви

Чехословацькі військові підрозділи у складі Червоної армії діяли спочатку як окремий батальйон, згодом — Чехо-Словацька бригада, а потім Чехословацький армійський корпус. Командиром був полковник, потім генерал Л. Свобода.
Чехословацький батальйон «бойове хрещення» прийняв у лютому 1943, під час контрнаступу переважаючих сил німецьких військ проти лівого крила Воронезького фронту.
Влітку 1943 року в Новохоперську було завершено формування 1-ї окремої Чехословацької бригади.
Перша самостійна чехословацька бригада складалася з 307 чехів, 19 словаків і 7260 закарпатських українців. Отже, у лавах бригади було 70 — 80% закарпатських українців, утікачів до СРСР у 1940 —1941 роках з-під угорської окупації. Пізніше з 15 тисяч осіб її особового складу 11 тисяч були закарпатськими українцями
1944 — 1945 поповнилася мобілізованими закарпатцями.

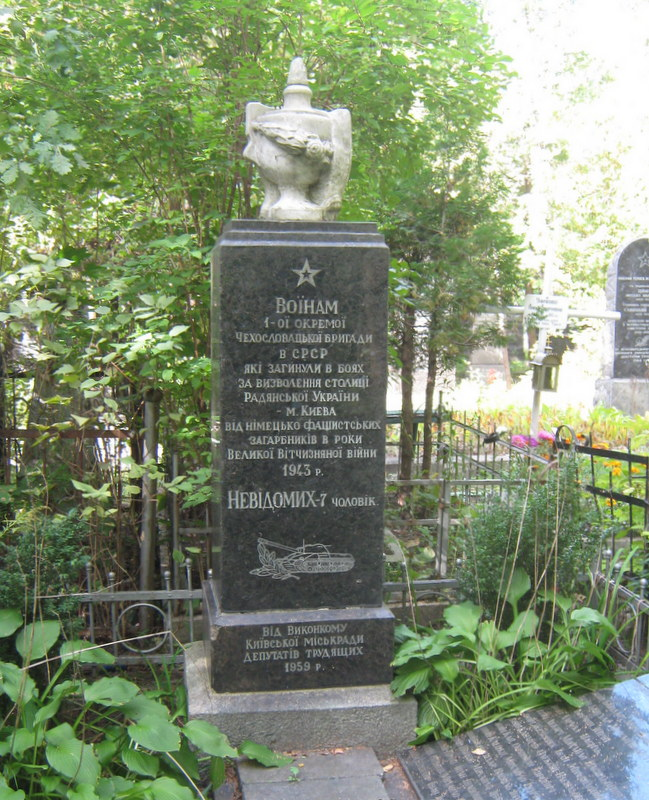
Братська могила бійців 1-ї окремої Чехословацької бригади в СРСР які загинули за визволення Києва у 1943 році (Святошинське кладовище; Київ)

Чехословацька піхотна бригада брала участь у протинімецьких боях в Україні (Київ, Біла Церква, Жашків); зазнала великих втрат у боях на Дуклянському перевалі.
За битву за Київ орденами та медалями СРСР було нагороджено 139 солдатів та офіцерів бригади, а бригада в цілому та її командир відзначені орденом Суворова 2-го ступеня.
Після звільнення Білої Церкви прапор 1-ї окремої Чехословацької бригади прикрасив орден Богдана Хмельницького 1-го ступеня.